# Водрешен
Водреше́н (фр. Vaudreching) — коммуна во французском департаменте Мозель региона Лотарингия. Относится к кантону Бузонвиль.

## Географическое положение
Водрешен расположен в 32 км к северо-востоку от Меца вблизи Бузонвиля. Соседние коммуны: Бузонвиль на севере, Альзен на юго-востоке, Ремельфан и Оллен на юго-западе, Фрестроф на западе.

## История
- Коммуна бывшего герцогства Лотарингия, входил в сеньорат Берю.
- Бывшее владение аббатства Сен-Круа в Бузонвиле.

## Демография
По переписи 2008 года в коммуне проживало 552 человека.	

## Достопримечательности
- Следы галло-романской культуры.
- Церковь Сен-Реми XVIII века, восстановлена в 1864 году.